# 페뷔스 드 샤토페르

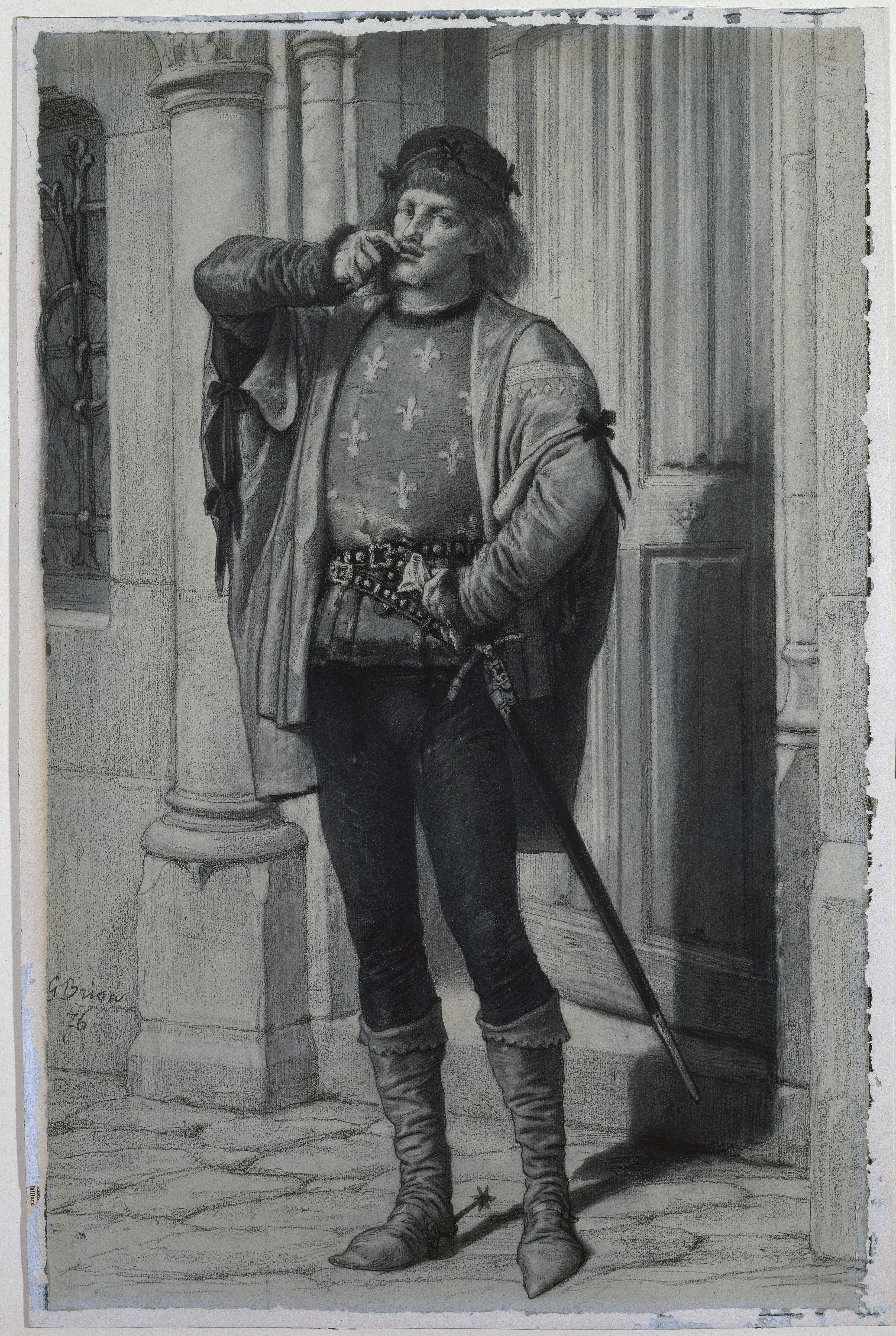

페뷔스(프랑스어: Phoebus de Châteaupers)는 빅토르 위고의 파리의 노트르담(혹은 노트르담의 꼽추)에 등장하는 가상의 인물로, 작중 주요 대립자(혹은 대립인물)이다. 근위대장이고, 이름의 어원은 태양 또는 태양의 신이다.

## 작중 인물상
고귀한 태생에 준수한 외모를 지녔지만, 자만심이 넘치고 믿음직하지 못하고 바람둥이다. 에스메랄다를 콰지모도에게서 구해내고, 이 일을 계기로 에스메랄다가 사랑에 빠진다. 에스메랄다가 주는 애정에 보답하는 것처럼 보이지만 속내는 하룻밤 사랑을 원한다. 에스메랄다는 이후 만남에서 페뷔스를 사랑한다고 말하고, 페뷔스는 그녀와 똑같은 감정을 가지고 있다고 대답한다. 정작 약혼녀는 따로 있다. 그뿐 아니라 에스메랄다와 만나러 가는 길에 미행당하는데, 미행한 프롤로에게 따라와도 좋다고 동의하는 등 경거망동한 행동을 보인다. 이 행동 때문에 질투에 이성이 마비된 프롤로에게 등 뒤에서 칼을 맞고 쓰러진다. 당시 단 둘이 있었던 에스메랄다가 용의선상에 올라 살해범으로 지목된다. 그러나 페뷔스는 죽을 만큼 치명상을 입지는 않았고 회복한다. 페뷔스는 에스메랄다의 결백을 증명해줄 수 있었지만, 약혼녀 플뢰르 드 리스가 그를 여전히 사랑하며 에스메랄다가 교수형에 처해지면 약혼을 지속해주겠다고 고백하여 알겠다고 답하고, 침묵한다. 후반부에서 플뢰르 드 리스와 결혼하고, 에스메랄다의 처형식을 가책없이 지켜본다. 작중 살아남은 몇 없는 인물 중에 한 명으로, 작가는 그의 결혼이 행복하지는 않을 것이라고 힌트를 준다.